# Leo Jogiches
Leo Jogiches, né le 17 juillet 1867 à Vilnius en Lituanie et mort assassiné le 10 mars 1919 à Berlin, est un militant communiste juif polonais, actif en Lituanie, Pologne et Allemagne, également connu sous les noms de Léon (Leo) Tyszka (Tyska, Tyshko, Tyshka, Tychko). 

## Biographie
Leo Jogiches s'engage très jeune dans l'action révolutionnaire, participe au kroujok de Vilna (cercle de propagande révolutionnaire juif), dans les années 1880, et en 1890 se voit contraint de quitter l'Empire russe. 
En 1893, il cofonde (avec notamment Rosa Luxemburg) un parti marxiste, la Social-démocratie du Royaume de Pologne devenue ensuite Social-démocratie du Royaume de Pologne et de Lituanie (SDKPiL). 
Il participe à la révolution russe de 1905, est arrêté à Varsovie en 1906 et condamné à 8 ans de travaux forcés. Il s'évade et se réfugie en Allemagne, tout en dirigeant la SDKPiL en exil. Au sein des partis « marxistes » de l'empire russe, Jogiches combat toute forme de nationalisme et s'oppose à la fraction bolchevik du POSDR. 
En 1914, il s'oppose à la guerre mondiale qui débute et passe dans la clandestinité. Au cours de la guerre, il participe à la création de la Ligue spartakiste (Spartakusbund) avec Rosa Luxemburg et Karl Liebknecht. Les principaux militants spartakistes sont arrêtés pour « propagande anti-militariste », mais Jogiches, toujours dans la clandestinité, parvient à échapper aux arrestations. 
Il s'investit activement dans la révolution allemande dès son déclenchement en novembre 1918. Il participe, comme les autres spartakistes, à la création du Parti communiste d'Allemagne (KPD) en décembre 1918, et fait partie de sa direction. 
Au cours de la révolution, les militants du KPD doivent faire face à une répression féroce, Rosa Luxemburg et Karl Liebknecht sont assassinés en janvier 1919, et Leo Jogiches est à son tour arrêté et assassiné en prison le 10 mars 1919.